# 島見町
島見町（しまみちょう）は、新潟県新潟市北区の町字。丁番を持たない単独町名である。住居表示未実施区域。郵便番号は950-3102。

## 概要
1954年（昭和29年）から現在までの町名で、大字島見浜が改称して成立した。もとは江戸時代から1889年（明治22年）まであった島見浜村の区域の一部で、加治川の流域に位置する。

### 隣接する町字
北から東回り順に、以下の町字と隣接する。
- 太郎代
- 白勢町
- 東栄町
- 太夫浜
- 新富町

## 歴史

### 分立した町字
1889年（明治22年）以後に、以下の町字が分立。
新富町（しんとみちょう）
1970年（昭和45年）に分立した町字。

### 年表
- 1889年（明治22年）4月1日 : 合併により南浜村の大字島見浜となる。
- 1915年（大正4年） : 大火により130戸を焼失。
- 1954年（昭和29年）11月1日 : 合併により新潟市の大字となり、島見町に改称する。
- 2007年（平成19年）4月1日 : 新潟市の政令指定都市移行により、北区の大字となる。

## 世帯数と人口
2018年（平成30年）1月31日現在の世帯数と人口は以下の通りである。
| 大字   | 世帯数  | 人口    |
| ------ | ------- | ------- |
| 島見町 | 793世帯 | 1,865人 |

## 小・中学校の学区
市立小・中学校に通う場合、学区は以下の通りとなる。
| 番地 | 小学校             | 中学校             |
| ---- | ------------------ | ------------------ |
| 全域 | 新潟市立南浜小学校 | 新潟市立南浜中学校 |

- 島見町4653～4661、4685、4687、4688番地は、申請により新潟市立濁川小学校、新潟市立濁川中学校へ就学できる地域。

## 主な企業・施設
- 新潟医療福祉大学
- 新潟市立南浜小学校
- 新潟市立南浜中学校
- 新潟北警察署 島見駐在所
- セイヒョー 本社・新潟工場

## 観光
島見浜海水浴場（しまみはまかいすいよくじょう）
島見町にある海水浴場。

## 交通
- 国道113号
- 新潟県道158号島見豊栄線
- 新潟県道204号島見新発田線
- 新潟県道398号島見濁川線